# Lange Begijnestraat
De Lange Begijnestraat is een straat in de Noord-Hollandse stad Haarlem. De straat is gelegen binnen het stadsdeel Haarlem-Centrum, in de wijk Oude Stad en in de buurt de Bakenes. De straat loopt in noord-zuidelijke richting en verbindt de Riviervismarkt en het Klokhuisplein met het Begijnhof. Zijstraten zijn de  Wijde Appelaarsteeg, Korte Begijnestraat en de Lombardsteeg.
In de straat bevinden zich een aantal culturele instellingen zoals de PHIL., een conzertgebouw en de Schuur, een theater en filmhuis. De straat is vernoemd naar het Haarlemse Begijnhof, dat aan het eind van de straat ligt. Dit begijnhof dateert uit de 13e eeuw en werd tot 1578 bewoond door begijnen. Het gebied rondom dit hof is hedendaags het centrum voor prostitutie in Haarlem.
Van 1840 tot 1953 stond in de straat ter hoogte van de Schuur de synagoge van Haarlem. Deze Synagoge werd in 1943 buiten gebruik genomen. In 1953 werd het gebouw dat werd gebruikt door de drukkerij Joh. Enschedé door brand verwoest.
Er bevinden zich vijf rijksmonumenten in de straat. De straat ligt in een voetgangersgebied.